# Alfa Romeo Alfetta
Alfa Romeo Alfetta – samochód osobowy klasy średniej produkowany przez włoską markę Alfa Romeo w latach 1972–1985. 

## Historia i opis modelu

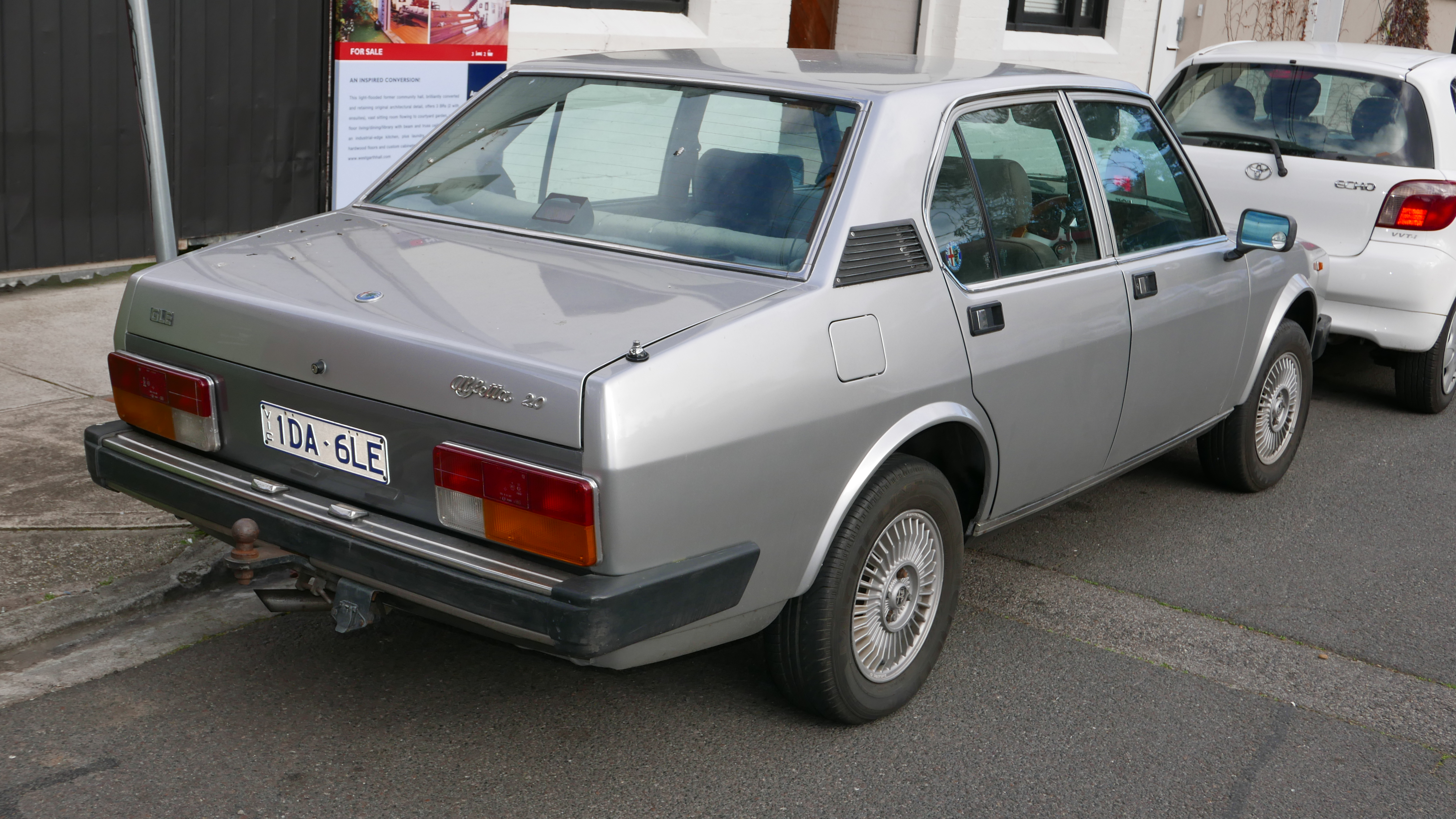
Alfa Romeo Alfetta - tył

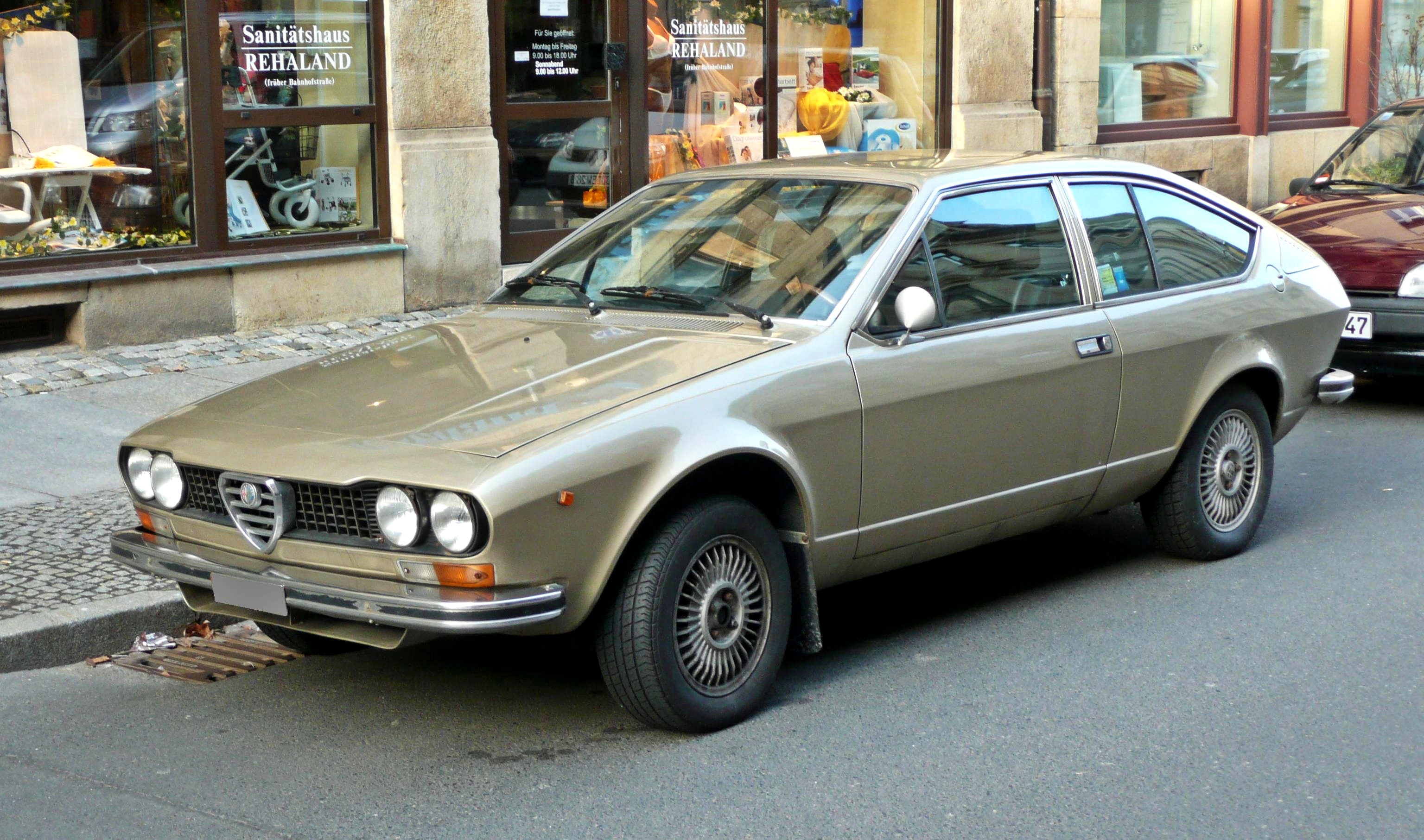
Alfa Romeo Alfetta GT

Sedan został zaprojektowany przez Centro Stile Alfa Romeo, natomiast Alfetta GTV coupé przez Giorgetto Giugiaro. W samochodzie zastosowano układ napędowy typu transaxle, sprzęgło oraz skrzynię biegów przeniesiono na tył samochodu, w pobliże tylnego mostu, co wpływało pozytywnie na rozkład masy na osie. W zawieszeniu przedniej osi wykorzystywano podwójne wahacze oraz drążki skrętne, z tyłu zaś oś de Dion. W latach 1981 i 1983 przeprowadzono facelifting modelu. Produkcję wersji GTV i GT zakończono w 1980.
Pojazd montowany był także w Republice Południowej Afryki. Od października 1982 nosił tam nazwę Alfa Romeo 159i, do napędu służył silnik R4 2.0 z wtryskiem paliwa.
W październiku 1982 modele Alfetta i Giulietta w wersji turbodiesel pobiły na torze Nardò rekordy średniej prędkości na dystansie 5, 10, 25 i 50 tysięcy kilometrów oraz 5, 10 i 25 tysięcy mil.
Dostępny był jako 4-drzwiowy sedan oraz 2-drzwiowe fastback coupé (GT i GTV). 

### Dane techniczne
| Wersja                | Silnik             | Moc maksymalna                              | Maksymalny moment obrotowy    | Prędkość maksymalna | Przyspieszenie 0-100 km/h | Śr. zuż. paliwa na 100 km |
| Silniki benzynowe:    | Silniki benzynowe: | Silniki benzynowe:                          | Silniki benzynowe:            | Silniki benzynowe:  | Silniki benzynowe:        | Silniki benzynowe:        |
| --------------------- | ------------------ | ------------------------------------------- | ----------------------------- | ------------------- | ------------------------- | ------------------------- |
| 1.6                   | R4 1590 cm³        | 108 (79,5 kW) przy 5600 obr./min.           | 142 Nm przy 4300 obr./min.    | 175 km/h            | 11,5 s                    | 10,1 l                    |
| 1.8                   | R4 1779 cm³        | 115-118 KM (84,5-87 kW) przy 5300 obr./min. | 167 Nm przy 4400 obr./min.    | 180 km/h            | 11 s                      | 9,8 l                     |
| 1.8 L                 | R4 1779 cm³        | 122 KM (89,5 kW) przy 5300 obr./min.        | 167 Nm przy 4400 obr./min.    | 179 km/h            | 11 s                      | 9,9 l                     |
| 2.0                   | R4 1962 cm³        | 121 KM (89 kW) przy 5300 obr./min.          | 176 Nm przy 4000 obr./min.    | 184 km/h            | 10,1 s                    | b/d                       |
| 2.0                   | R4 1962 cm³        | 130 KM (95,5 kW) przy 5400 obr./min.        | 178 Nm przy 4000 obr./min.    | 185 km/h            | 9,7 s                     | 10 l                      |
| 2.0 Turbo             | R4 1962 cm³        | 150 KM (110 kW) przy 5500 obr./min.         | 231 Nm przy 3500 obr./min.    | 205 km/h            | b/d                       | b/d                       |
| 2.5 V6                | V6 2492 cm³        | 160 KM (118 kW) przy 5600 obr./min.         | 213 Nm przy 4000 obr./min.    | b/d                 | b/d                       | b/d                       |
| 2.5 V6 Twin Turbo     | V6 2492 cm³        | 233 KM (171 kW) przy 5600 obr./min.         | 332 Nm przy 2500 obr./min.b/d | b/d                 | b/d                       |                           |
| 2.6 V8                | V8 2593 cm³        | 200 KM (147 kW) przy 6500 obr./min.         | 270 Nm przy 4750 obr./min.    | 230 km/h            | 7,5 s                     | b/d                       |
| Silniki wysokoprężne: |                    |                                             |                               |                     |                           |                           |
| 2.0 Turbodiesel       | R4 1995 cm³        | 82 KM (60,5 kW) przy 4300 obr./min.         | 162 Nm przy 2300 obr./min.    | 155 km/h            | b/d                       | b/d                       |
| 2.4 Turbodiesel       | R4 2393 cm³        | 95 KM (70 kW) przy 4200 obr./min.           | 186 Nm przy 2400 obr./min.    | 165 km/h            | b/d                       | 7,6 l                     |